# Ministère des Industries stratégiques
 (mai 2025).
Le ministère des Industries stratégiques est un ministère du gouvernement ukrainien créé le 22 juillet 2020.

## Ministres
- 21 mars 2023 : Oleksandr Kamychine
- 5 septembre 2024 : Herman Smetanin (uk)